# Качество минерального сырья
«Качество минерального сырья» (укр. Якість мінеральної сировини) — фахове (за списками МОН, напрямок «Гірництво») наукове періодичне видання в  Україні.

## Тематика
Друкує результати теоретичних та експериментальних досліджень, які присвячено вирішенню проблеми забезпечення сталої планової якості мінеральної сировини в умовах відкритої, підземної розробки та при збагаченні корисних копалин. Тематика статей також охоплює інформаційне забезпечення та автоматизацію в гірничій промисловості, маркшейдерії, теми енергозбереження та екологічної безпеки.

## Редакційна колегія
Редакційна колегія збірника «Якість мінеральної сировини»
затверджена рішенням вченої ради ДВНЗ «Криворізький національний університет»
протокол №3 від 26.11.2019 р.:
Вілкул Ю.Г. – головний редактор, д.т.н., профессор, президент Академії гірничих наук України, голова наглядової ради ДВНЗ «Криворізький національний університет»
Азарян А.А. – заст. головного редактора, д.т.н., профессор кафедри моделювання та програмного забезпечення ДВНЗ «Криворізький національний університет»
Білецький В.С., д.т.н., профессор кафедри видобування нафти, газу та конденсату НТУ «Харківський політехнічний інститут»
Колосов В.О., д.т.н., профессор, генеральний директор асоціації «Укррудпром»
Купін А.І., д.т.н., профессор, завідувач кафедри комп’ютерних систем та мереж ДВНЗ «Криворізький національний університет»
Моркун В.С., д.т.н., профессор, проректор з наукової роботи ДВНЗ «Криворізький національний університет»
Олійник Т.А., д.т.н., профессор, завідувач кафедри збагачення корисних копалин та хімії ДВНЗ «Криворізький національний університет»
Поркуян О.В., д.т.н., профессор, ректор Східноукраїнського національного університету ім. В. Даля
Ступнік М.І., д.т.н., профессор, ректор ДВНЗ «Криворізький національний університет»
Соболевський Р.В., д.т.н., профессор, завідувач кафедри маркшейдерії Державного університету «Житомирська політехніка»
Собко Б.Є., д.т.н., профессор, завідувач кафедри відкритих гірничих робіт ДВНЗ «Дніпровська політехніка»